# Алиев, Гусейнгулу Али оглы
Гусейнгулу Али оглы Алиев (род. 3 февраля 1949, Бист, Нахичеванская АССР) — азербайджанский художник и скульптор, Народный художник Азербайджанской Республики (2002).

## Жизнь и деятельность
Гусейнгулу Алиев родился 3 февраля 1949 года в селе Бист Ордубадского района. В 1971—1975 годах учился в Бакинском художественном училище имени Азима Азимзаде, в 1977—1982 годах учился на отделении декоративно-прикладного искусства Азербайджанского государственного института искусств имени М. А. Алиева. В 1982—1988 годах работал в Нахичеванской государственной художественной галерее. С 1988 года работает главным художником Нахичеванского государственного музыкально-драматического театра имени Дж. Мамедгулузаде. В настоящее время он является заведующим кафедрой Нахичеванского государственного университета.

## Творчество
Гусейнгулу Алиев создал статуи «Кёроглу» и «Бахруз Кянгярли» (город Нахчиван), «Памятник Ана» (Аллея шехидов), памятник шехидов (села Венанд и Нехрам). Есть работы в жанрах живописи, графики, карикатуры. Создал портреты как Дж. Мамедгулузаде (1990 г.), «Дж. Мамедгулузаде и Х.Джавид» (1990 г.), «Дж. Мамедгулузаде с сыном Мидхатом» (1990 г.), «Портрет членов семьи сына Дж. Мамедгулузаде Анвара» (1994 г.), барельеф «Гурбанали бей» (1989 г.), «Бородатый ребёнок» (1989 г.), «Жена консула» (1989 г.), бюст Дж. Мамедгулузаде (1985 г.) и другие работы. Рисовал эскизы костюмов к спектаклю «Мёртвые» для Нахичеванского государственного музыкально-драматического театра имени Дж. Мамедгулузаде (1988—1989). Работал также в области театрально-декорационного искусства.
С 1986 года он является членом Союза художников Азербайджана.
В 1988 году ему были присвоены почетные звания «Заслуженный деятель искусств Нахичеванской ССР», 9 октября 1999 года «Заслуженный деятель искусств Азербайджанской Республики» и 30 мая 2002 года «Народный артист Азербайджанской Республики»."